# Wacław Okulicz-Kozaryn

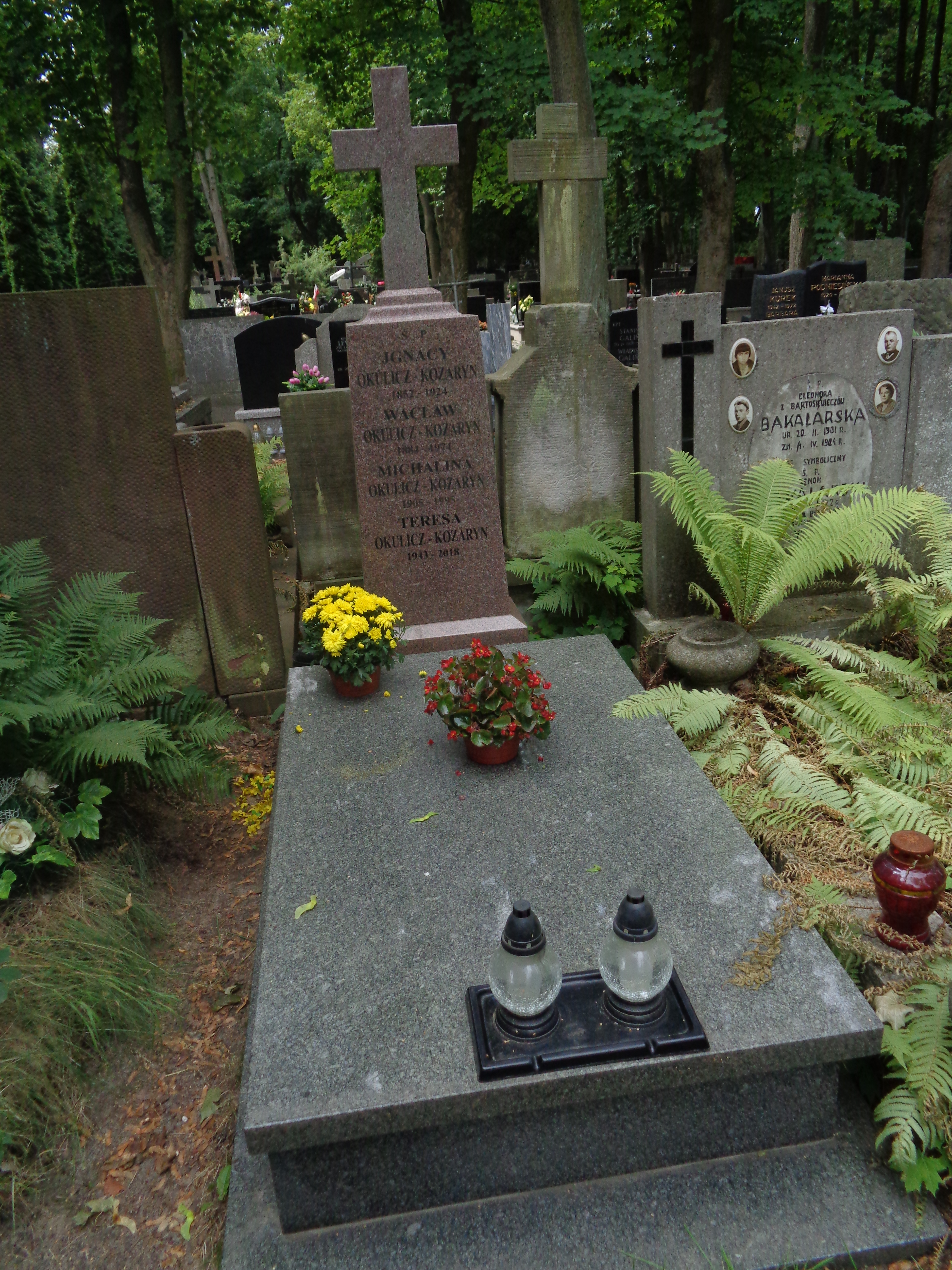
Grób Wacława Okulicz-Kozaryna na Cmentarzu Wojskowym na Powązkach

Wacław Okulicz-Kozaryn (ur. 8 lutego 1884 w majątku Wymno na Witebszczyźnie, wtedy Imperium Rosyjskie, obecnie Białoruś, zm. 14 kwietnia 1974 w Warszawie) – polski zapaśnik, olimpijczyk z Paryża 1924.
Jeden z pierwszych polskich zapaśników w stylu klasycznym. Wychowanek Władysława Pytlasińskiego. W roku 1923 zdobył tytuł mistrza Polski w wadze średniej. W roku 1927 zakończył sportową karierę.
Na igrzyskach olimpijskich w 1924 roku zajął 7. miejsce w wadze średniej. Po wojnie znów zamieszkał w Warszawie, gdzie zmarł 14 kwietnia 1974.
Jest pochowany na Cmentarzu Wojskowym na Powązkach (kwatera A 12 rząd 7 grób 17).